# Terremoto de Bingöl de 1971
El terremoto de Bingöl de 1971 fue un terremoto de 6,6 que se produjo a las 18:44 hora local del 22 de mayo de 1971. Tuvo una magnitud de onda superficial de 6,9 y una intensidad máxima de VIII en la escala de intensidad de Mercalli,matando a entre 755 y 1.000 personas.

## Entorno tectónico
La mayor parte de Turquía se encuentra sobre la placa de Anatolia. La deformación se realiza a través de tres fallas principales: la porción oriental de la Fosa Helénica alberga la convergencia entre la Placa del Mar Egeo y la Placa de Anatolia en el sur, la Falla de Anatolia del Norte en el norte alberga la colisión entre la Placa arábiga y la Placa euroasiática que fuerza el oeste de Anatolia, y la falla de Anatolia Oriental en el este, en la que ocurrió este terremoto, se adapta a la misma deformación.

## Terremoto
El terremoto de magnitud 6,6 se produjo cerca de la ciudad de Bingöl, Turquía, a las 18:44 hora local. La profundidad a la que golpeó varía según la agencia, pero se acepta que fue muy poco profunda. Las estimaciones están entre 3 kilómetros y 10 kilómetros.El mecanismo focal probablemente fue un deslizamiento de rumbo, ya que este terremoto ocurrió en la falla de Anatolia Oriental. Hubo dos réplicas de magnitud 5,1 el día del terremoto principal.El terremoto principal se rompió a lo largo de un área de 35 kilómetros × 12 kilómetros de la falla de Anatolia Oriental. Al noreste se detectó una segunda área de ruptura que medía 20 kilómetros × 12 kilómetros. Las dos áreas de ruptura produjeron deslizamientos máximos de 60 centímetros y 40 centímetros, respectivamente.

## Daños
El terremoto mató a 1.000 personas e hirió a 1.200 más. En Bingöl, el 90 por ciento de los edificios fueron destruidos, incluida la prisión y el hospital. Causó daños por un total de 5 millones de dólares estadounidenses.